# Moqueur de Bendire
Toxostoma bendirei
Espèce
Statut de conservation UICN

 VU A2ce+3ce+4ce : Vulnérable
Le Moqueur de Bendire (Toxostoma bendirei) est une espèce de passereau de la famille des Mimidae. Il est originaire des zones désertiques des États-Unis et du Mexique.

## Description morphologique
Cet oiseau de 23 à 28 cm est plus court et possède un bec moins courbé que les autres membres du genre Toxostoma. Le plumage est essentiellement d'un gris-marron léger, avec quelques rayures sur les côtés du cou et sur la poitrine. Les yeux sont jaunes.

## Comportement

### Locomotion
Contrairement aux autres membres du genre Toxostoma, qui courent au sol plus qu'ils ne volent, le Moqueur de Bendire vole de buissons en buissons.

### Alimentation
Cet oiseau se nourrit principalement au sol.

### Comportement social
Le chant est un gazouillis à la mélodie complexe, ayant tendance à devenir grinçant, comprenant de longues phrases avec quelques phases répétitives. Les appels sont les tcheuk.

## Répartition et habitat
Cet oiseau vit dans les déserts de broussailles du sud-ouest américain (sud de l'Utah, Nouveau-Mexique et Oklahoma), du désert de Sonora et de la Basse-Californie au Mexique.
En hiver, il effectue de courts déplacements vers le sud.